# Calcinate
Calcinate é uma comuna italiana da região da Lombardia, província de Bérgamo, com cerca de 4.665 habitantes. Estende-se por uma área de 14 km², tendo uma densidade populacional de 333 hab/km². Faz fronteira com Bagnatica, Bolgare, Cavernago, Costa di Mezzate, Ghisalba, Mornico al Serio, Palosco, Seriate.

## Demografia
| Variação demográfica do município entre 1861 e 2011                               |
|                                                                                   |
| Fonte: Istituto Nazionale di Statistica (ISTAT) - Elaboração gráfica da Wikipedia |